# Amakusa

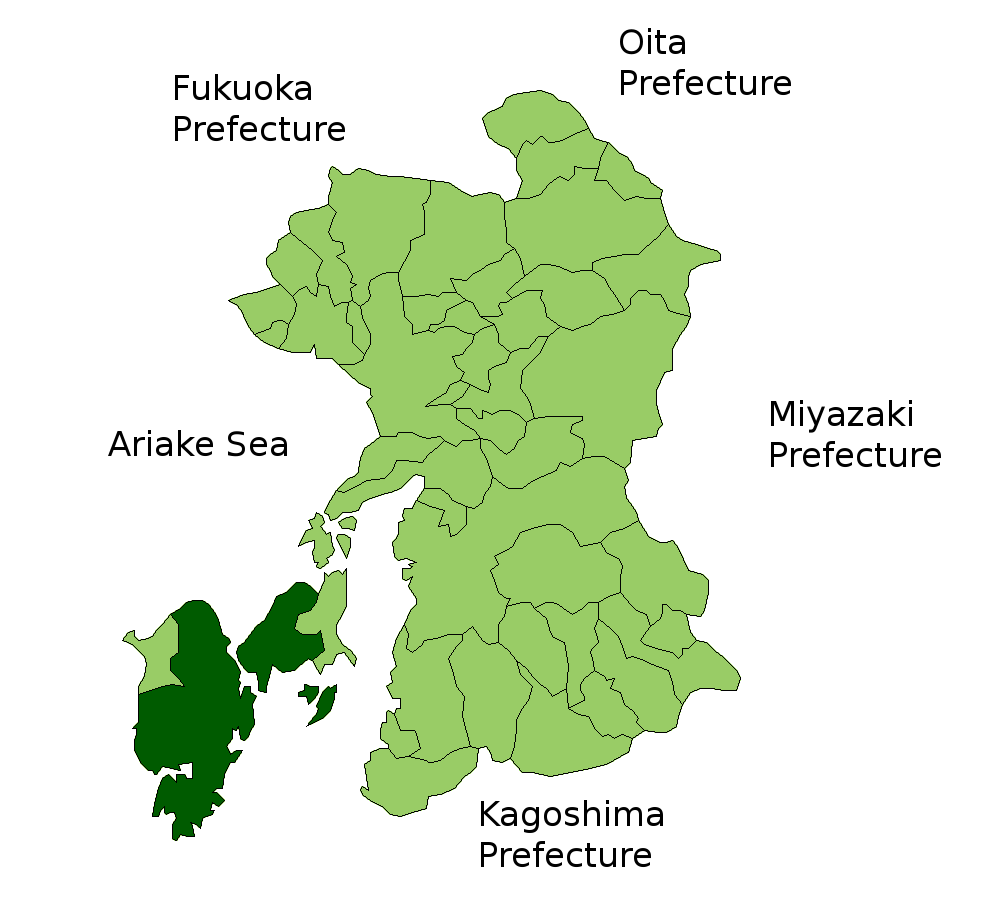

Amakusa (天草市 Amakusa-shi?) este un municipiu din Japonia, prefectura Kumamoto.